# Buffó Rigó Sándor
Buffó Rigó Sándor (Tata, 1949. április 18. – Budapest, 2014. április 27.) cigányprímás, a 100 Tagú Cigányzenekar vezetője.
Nyolcéves korában, 1957-ben kezdte zenei tanulmányait apja irányításával. Kezdetben apja, majd később id. Járóka Sándor zenekarában játszott. 1967-ben és 1968-ban többször szerepelt a Magyar Rádió Népi Zenekarában. 1970. április 15-től önálló prímás lett, gyakran lépett fel Budapesten és külföldön egyaránt.
1992-től lett a 100 Tagú Cigányzenekar prímása, majd 1994-től főtitkára. 1997-től az együttes művészeti vezetője, majd 2005. december 12-től az elnöke lett.
Rövid, súlyos betegség következtében 2014. április 27-én elhunyt.

## Elismerései
- Magyar Köztársasági Bronz Érdemkereszt (1995)
- Magyar Köztársasági Arany Érdemkereszt (2000)